# Feliniopsis dinawa
Feliniopsis dinawa är en fjärilsart som beskrevs av George Thomas Bethune-Baker 1906. Feliniopsis dinawa ingår i släktet Feliniopsis och familjen nattflyn. Inga underarter finns listade i Catalogue of Life.